# Живко Ђак
Живко Ђак (4. јануар 1942 — 2. јануар 2011) био је српски уметник.

## Биографија
Рођен је 1942. године у Београду, где је дипломирао на Академији ликовних уметности у класи професора Бошка Карановића 1968. Усавршавао се у Централној школи уметности у Лондону 1969. Године 1970. је завршио постдипломске студије на Академији ликовних уметности у Београду. Одмах након дипломирања је излагао у Графичком колективу. Био је типичан представник своје генерације која је била присутна на ликовној сцени седамдесетих година прошлог века. До пензионисања био је професор на Академији уметности у Новом Саду.
Самостално је излагао у Београду 1967—1971, Загребу 1968, Новом Саду, Врбасу и Лондону 1969, Милану и Брауншвајгу 1970, Љубљани 1971, Риму 1972, Падови, Равену, Бреши и Пепори 1973. године. Учествовао је на скоро сто групних изложби у земљи и иностранству 1967—1973. Добио је низ значајних награда и признања за своје стваралаштво међу којима су прва награда за графику на изложби младих у Београду 1967, награда УЛУС-а за графику 1968, награда за графику на Октобарском салону 1968, откупна награда на Осмој међународној изложби графике у Љубљани и прва награда за цртеж на Трећем бијеналу цртежа 1969, сребрна медаља Интернационалне академије „Томасо Кампанела” у Риму, сребрна медаља на интернационалној графичкој изложби у Трсту 1971, награда Песаро 1973, златна медаља на Бијеналу графике у Трсту, Златна игла за графику УЛУС-а, Гран при на Тријеналу југословенског цртежа у Сомбору и посебно признање за допринос уметности и култури Србије. Био је члан Удружења ликовних уметника Србије од 1968. и Академије наука и уметности Томазо Кампанела у Риму.
Његова дела се чувају у Музеју савремене уметности, Народном музеју и Музеју града Београда, Збирци Албертина у Бечу, Краљевској библиотеци у Бриселу, Музеју Викторије и Алберта, Музеју модерне уметности у Њујорку, Музеју модерних уметности Љубљана, кабинету графике Хрватске академије знаности и уметности и многим другим јавним и приватним колекцијама. Преминуо је 2. јануара 2011. у Новом Саду.